# Barbilophozia kunzeana
Barbilophozia kunzeana là một loài rêu trong họ Anastrophyllaceae. Loài này được Huebener K. Müller mô tả khoa học đầu tiên năm 1954.